# Klebriger Ziest
Der Klebrige Ziest (Stachys glutinosa) ist eine Pflanzenart aus der Gattung der Zieste (Stachys) innerhalb der Familie der Lippenblütler (Lamiaceae).

## Beschreibung

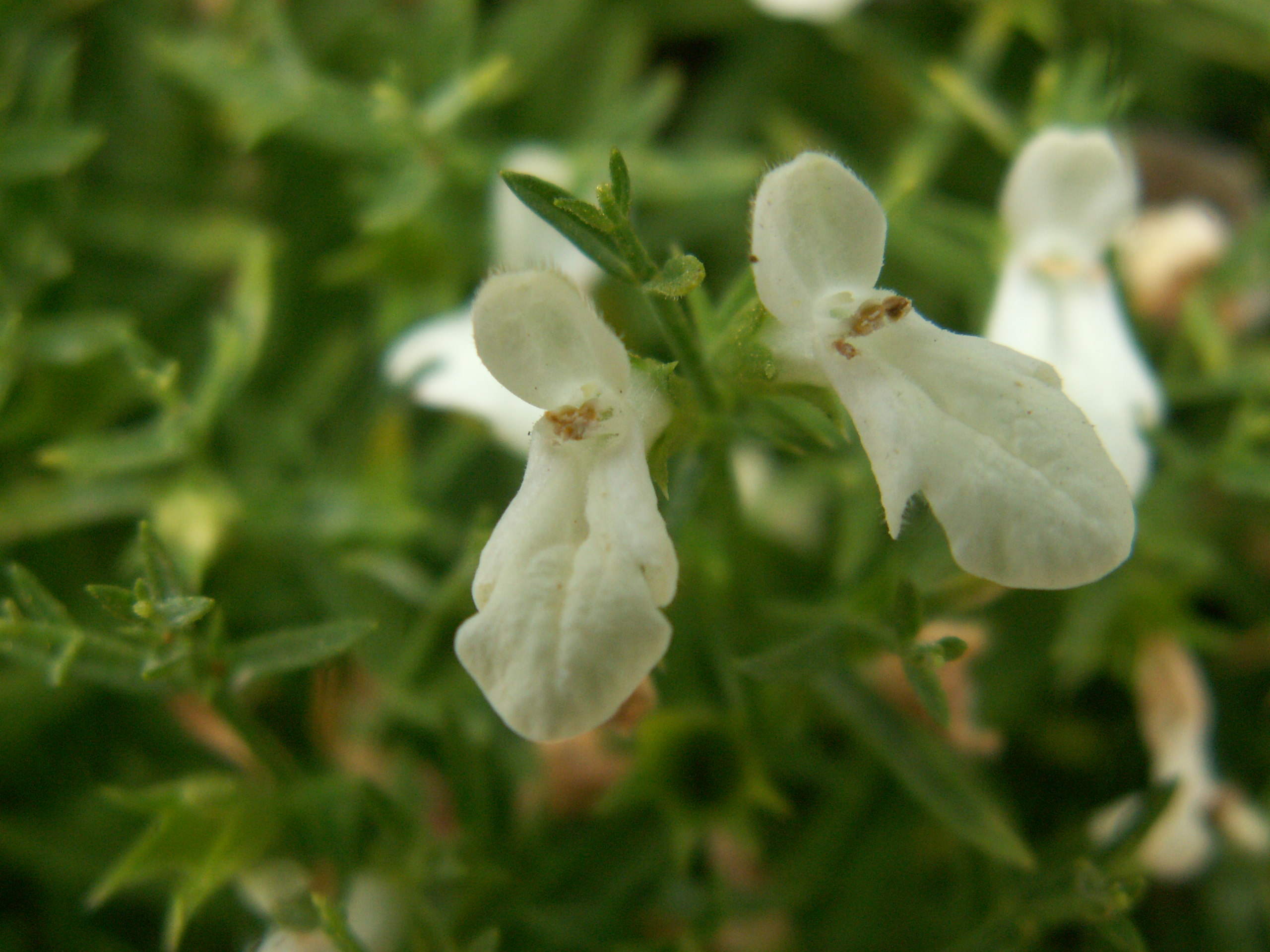
Zygomorphe Blüten

### Vegetative Merkmale
Der Klebrige Ziest wächst als klebrig-drüsiger, kugelförmiger Strauch und erreicht Wuchshöhen von 30 bis 60 Zentimetern. Durch die ausdauernden Zweige des Vorjahres ist er weich dornig. Die gegenständigen, sitzenden, einfachen Laubblätter sind schmal länglich-spatelförmig, ganzrandig oder gekerbt. Sie sind durch zahlreiche sitzende Drüsen klebrig.

### Generative Merkmale
Die Blütezeit reicht von Mai bis Juli. Die Blüten stehen einzeln oder zu zweit im Scheinquirl. Die gestielten Blüten stehen in den Achseln von zwei Deckblättern.
Die zwittrigen Blüten sind zygomorph und fünfzählig mit doppelter Blütenhülle. Der Kelch hat zugespitzte, zuletzt abstehende Kelchzähne. Die weiße oder rosafarbene Krone ist 10 bis 15 Millimeter lang und behaart. Die Oberlippe ist ganzrandig und die Unterlippe besitzt zwei deutliche Seitenlappen mit erkennbaren Nerven.
Die Chromosomenzahl beträgt 2n = 34.

## Vorkommen
Der Klebrige Ziest kommt nur auf den Mittelmeerinseln Korsika, Sardinien und Capraia vor.
Standorte sind meist Felsflure.

## Taxonomie
Die Erstveröffentlichung von Stachys glutinosa erfolgte 1753 durch Carl von Linné in Species Plantarum, Tomus II, Seite 581.